# Perzsa agár
A perzsa agár vagy szaluki (Canis familiaris grajus) az egyik legősibb kutyafajta.

## Külső megjelenés
Eléggé nagy termetű, karcsú, izmos állat. Feje ék alakú, hosszúkás. Orrtükre barna vagy fekete. Szeme ovális, sötétbarna. Fülét hátracsapva tartja. Fogai ollószerűen záródnak. Nyaka hosszú, háta széles és rövid, ágyéka hosszú, fara kissé csapott. Végtagjai egyenesek, párhuzamosak, izmosak. Farka hosszú, a végét ívbe hajlítja. Szőrzete rövid, sima, de a fülét és a farka kétharmad részét hosszú, dús szőr borítja. Színe egyszínű fekete, fehér, aranyvörös, izabellaszínű, illetve szürke és rőt vagy pedig fekete-fehér-rőt. Szőrzete alapján a hosszú szőrű ázsiai agarak közé soroljuk.

## Eredete

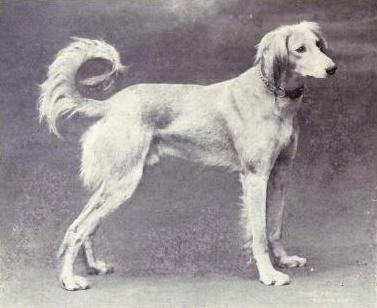
Perzsa agár 1915-ből

Az egyiptomi falfestmények vadászkutyáira igen hasonlító szaluki a nomád beduin törzsek tradicionális agara.
Ősi fajta. Legkorábbi említései már az i. e. 3. évezredből ismertek, a sumer ur-sar-da nevű fajta valószínűleg a szalukit takarja.
Firdauszí, a Sáhmáne költője is említi, s azóta számtalanszor szerepel az iráni irodalomban és festészetben. Nevét állítólag a ma már nem létező dél-arábiai Salik városának köszönheti, amely fegyvereiről és kutyáiról volt híres. Az angolok hozták Európába.

## Jellemzői
Szívós, erős, igénytelen, kitartó, ugyanakkor gyors kutya. Értelmes, megbízható, nem túlságosan kedveskedő.
Alkalmazása: Az arabok és a perzsák elsősorban gazellára vadásztak vele. Napjainkban kedvencként tartják, de gyakran szerepel agárversenyeken is.
Táplálékigény: 1150 g/nap
Várható élettartam: 10-15 év

## Méretei
Marmagasság: kan 65–70 cm, szuka 63–69 cm
Testtömeg: 25–30 kg